# Festival Supreme
El Festival Supreme es un festival de comedia musical que se lleva a cabo en Los Ángeles, organizado por Jack Black y Kyle Gass como Tenacious D. El primer evento se llevó a cabo en 2013 en el muelle de Santa Mónica y en 2014,2015 y 2016 tuvo lugar en el auditorio del Santuario. El festival ha contado con nombres como Conan O' Brien, David Cross y Sarah Silverman. No hubo ningún evento en 2017, sin embargo, el sitio web oficial declara que el festival ocurrirá en 2018. 